# 助六 (パチンコライター)
助六（すけろく、1981年7月3日 - ）は、男性パチンコライター・YouTuber。

## 人物
長野県出身。美容学校を中退しセブンイレブンに入社。定職に就きながらパチンコでも稼ぐセミプロのような生活をしていたが、ライター募集をしていた『パチンコ攻略マガジン』に応募して同誌のライターとなり、攻略軍団の軍団員として活動。解説のわかりやすさでは他者の追随を許さず、助六を一躍有名にしたのは京楽の「必殺仕事人シリーズ」「ウルトラマンシリーズ」などで細かな演出法則を自ら導き出し、それを誌面で発表したのがきっかけ。
誌面以外にスカパー!の専門チャンネルに出演し、特徴あるハスキーボイスで実戦しながらリアルタイムで細かな演出解説のできるライターとしても認識されている。
プライベートでは、相当なパチスロ好きでもあり、パチスロの知識も豊富。
2021年4月をもって『パチマガ』を辞めフリーとなり、パチンコライターとしての活動の他に、自身のYouTubeチャンネル『きっしー助六のパチ日記』（現 『きっしー助六ちゃんねる』）を開設。